# EA Gothenburg
EA Gothenburg (ранее Ghost Games) — студия Electronic Arts, расположенная в Гётеборге, Швеция. Студия была сосредоточена на серии компьютерных игр Need for Speed. В данный момент расформирована. Студию преобразуют в EA Gothenburg и займут поддержкой других проектов от Electronic Arts.

## История
Ghost Games была основана в 2011 году как EA Gothenburg Маркусом Нильссоном (бывшим сотрудником DICE). В 2012 году название студии изменилось на Ghost Games.
В июле-августе 2014 была открыта студия в Гилфорде (Ghost Games UK), в которой стали работать большинство сотрудников из Criterion Games.
В марте 2015 была открыта студия в Бухаресте (Ghost Bucharest).
21 мая 2015 года состоялся анонс новой игры в серии Need For Speed — Need For Speed (2015), которая станет полной перезагрузкой серии. Выход намечен на 3 ноября в Америке и 5 ноября в Европе 2015 года для PlayStation 4 и Xbox One. Выход игры на ПК задержится до весны 2016 года.
10 мая 2016 года, была опубликована новость, в которой разработчики поделились инфографикой достижений которые сделали игроки, так же объявили что дополнение SpeedList станет последним для Need for Speed и используя все наработки, выпустят новую часть Need for Speed: Payback.
12 февраля 2020 года EA объявили, что Ghost Games будет сокращена до команды поддержки и будет переименована обратно в EA Gothenburg. Разработку новых игр серии Need for Speed вернут в руки Criterion Games,  создателей серии Burnout, а также перезапусков Need for Speed: Hot Pursuit (2010) и Most Wanted (2012).

## Игры
| Название игры          | Дата выхода                                       | Платформы                                                                       | Примечания                                     |
| ---------------------- | ------------------------------------------------- | ------------------------------------------------------------------------------- | ---------------------------------------------- |
| Need for Speed: Rivals | 19 ноября 2013                                    | PC (Microsoft Windows), PlayStation 4, PlayStation 3, Xbox One, Xbox 360        | с разработкой игры помогали из Criterion Games |
| Need For Speed         | 3 ноября 2015 (на консолях) 17 марта 2016 (на ПК) | PC (Microsoft Windows), PlayStation 4, Xbox One                                 | полная перезагрузка серии                      |
| Need for Speed Payback | 10 ноября 2017                                    | PC (Microsoft Windows), PlayStation 4, Xbox One                                 |                                                |
| Need for Speed Heat    | 8 ноября 2019                                     | PC (Microsoft Windows), PlayStation 4, Xbox One                                 |                                                |
| Battlefield 2042       | 19 ноября 2021                                    | PC (Microsoft Windows), PlayStation 4, PlayStation 5, Xbox One, Xbox Series X/S |                                                |